# Quatre dies de Dunkerque 2024
Els Quatre dies de Dunkerque 2024 fou la 68a edició dels Quatre dies de Dunkerque. La cursa es va disputar entre el 14 i el 19 de maig de 2024, amb un recorregut de 1.049,6 km distribuïts sis etapes. La cursa formava part de l'UCI ProSeries amb una categoria 2.Pro.
El vencedor final fou l'irlandès Sam Bennett (Decathlon-AG2R La Mondiale), que s'imposà a Paul Penhoët (Groupama-FDJ) i Jenno Berckmoes (Lotto Dstny), segon i tercer respectivament.

## Equips
Divuit equips van prendre part en aquesta edició dels Quatre dies de Dunkerque: sis WorldTeams, sis UCI ProTeams i sis equips continentals.
| WorldTeams (6)- Arkéa-B&B Hotels - Cofidis - Decathlon-AG2R La Mondiale - Groupama-FDJ - Team dsm-firmenich PostNL - Soudal Quick-Step ProTeams (6)- Bingoal WB - Israel-Premier Tech - Lotto Dstny - Q36.5 Pro Cycling Team - TDT-Unibet - TotalEnergies Equips continentals (6)- CIC U Nantes Atlantique - Nice Métropole Côte d'Azur - Philippe Wagner-Bazin - Saint Michel-Mavic-Auber 93 - Trinity Racing - Van Rysel-Roubaix |
| |

## Etapes
| Etapa    | Data       | Ciutats d'etapa                    | type        | Distància (km) | Desnivell (m) | Vencedor de l'etapa | Líder de la general |
| -------- | ---------- | ---------------------------------- | ----------- | -------------- | ------------- | ------------------- | ------------------- |
| 1a etapa | 14 de maig | Dunkerque – Le Touquet-Paris-Plage | etapa plana | 173            | 1.309 m       | Milan Fretin        | Milan Fretin        |
| 2a etapa | 15 de maig | Wimereux – Abbeville               | etapa plana | 184,3          | 1.548 m       | Sam Bennett         | Sam Bennett         |
| 3a etapa | 16 de maig | Saint-Laurent-Blangy – Bouchain    | etapa plana | 165,1          | 1.275 m       | Sam Bennett         | Sam Bennett         |
| 4a etapa | 17 de maig | Mazingarbe – Pont-à-Marcq          | etapa plana | 166,8          | 649 m         | Warre Vangheluwe    | Sam Bennett         |
| 5a etapa | 18 de maig | Arques – Cassel                    | etapa plana | 179,1          | 2.677 m       | Sam Bennett         | Sam Bennett         |
| 6a etapa | 19 de maig | Loon-Plage – Dunkerque             | etapa plana | 176,8          | 468 m         | Sam Bennett         | Sam Bennett         |

### Etapa 1
| \| Classificació de l'etapa \| Classificació de l'etapa \| Classificació de l'etapa \| Classificació de l'etapa \| Classificació de l'etapa \| \| Corredor \| Corredor \| Equip \| Temps \| \| \| ------------------------ \| ------------------------ \| -------------------------- \| ------------------------ \| ------------------------ \| \| 1r \| Milan Fretin \| Cofidis \| 4h 05' 47" \| \| \| 2n \| Paul Hennequin \| Nice Métropole Côte d'Azur \| + 0" \| \| \| 3r \| Sam Bennett \| Decathlon-AG2R La Mondiale \| + 0" \| \| \| 4t \| Amaury Capiot \| Arkéa-B&B Hotels \| + 0" \| \| \| 5è \| Milan Menten \| Lotto Dstny \| + 0" \| \| \| 6è \| Rory Townsend \| Q36.5 Pro Cycling Team \| + 0" \| \| \| 7è \| Jordi Warlop \| Soudal Quick-Step \| + 0" \| \| \| 8è \| Nils Eekhoff \| Team dsm-firmenich PostNL \| + 0" \| \| \| 9è \| Rait Ärm \| Van Rysel-Roubaix \| + 0" \| \| \| 10è \| Casper van Uden \| Team dsm-firmenich PostNL \| + 0" \| \| |                 |                            |            |
| |                 |                            |            |
| Font: ProCyclingStats |                 |                            |            |
| Classificació de l'etapa |                 |                            |            |
| Corredor | Corredor        | Equip                      | Temps      |
| 1r | Milan Fretin    | Cofidis                    | 4h 05' 47" |
| 2n | Paul Hennequin  | Nice Métropole Côte d'Azur | + 0"       |
| 3r | Sam Bennett     | Decathlon-AG2R La Mondiale | + 0"       |
| 4t | Amaury Capiot   | Arkéa-B&B Hotels           | + 0"       |
| 5è | Milan Menten    | Lotto Dstny                | + 0"       |
| 6è | Rory Townsend   | Q36.5 Pro Cycling Team     | + 0"       |
| 7è | Jordi Warlop    | Soudal Quick-Step          | + 0"       |
| 8è | Nils Eekhoff    | Team dsm-firmenich PostNL  | + 0"       |
| 9è | Rait Ärm        | Van Rysel-Roubaix          | + 0"       |
| 10è | Casper van Uden | Team dsm-firmenich PostNL  | + 0"       |

| \| Classificació general \| Classificació general \| Classificació general \| Classificació general \| Classificació general \| \| Corredor \| Corredor \| Equip \| Temps \| \| \| --------------------- \| --------------------- \| -------------------------- \| --------------------- \| --------------------- \| \| 1r \| Milan Fretin \| Cofidis \| 4h 05' 37" \| \| \| 2n \| Paul Hennequin \| Nice Métropole Côte d'Azur \| + 4" \| \| \| 3r \| Sam Bennett \| Decathlon-AG2R La Mondiale \| + 6" \| \| \| 4t \| Amaury Capiot \| Arkéa-B&B Hotels \| + 10" \| \| \| 5è \| Milan Menten \| Lotto Dstny \| + 10" \| \| \| 6è \| Rory Townsend \| Q36.5 Pro Cycling Team \| + 10" \| \| \| 7è \| Jordi Warlop \| Soudal Quick-Step \| + 10" \| \| \| 8è \| Nils Eekhoff \| Team dsm-firmenich PostNL \| + 10" \| \| \| 9è \| Rait Ärm \| Van Rysel-Roubaix \| + 10" \| \| \| 10è \| Casper van Uden \| Team dsm-firmenich PostNL \| + 10" \| \| |                 |                            |            |
| |                 |                            |            |
| Font: ProCyclingStats |                 |                            |            |
| Classificació general |                 |                            |            |
| Corredor | Corredor        | Equip                      | Temps      |
| 1r | Milan Fretin    | Cofidis                    | 4h 05' 37" |
| 2n | Paul Hennequin  | Nice Métropole Côte d'Azur | + 4"       |
| 3r | Sam Bennett     | Decathlon-AG2R La Mondiale | + 6"       |
| 4t | Amaury Capiot   | Arkéa-B&B Hotels           | + 10"      |
| 5è | Milan Menten    | Lotto Dstny                | + 10"      |
| 6è | Rory Townsend   | Q36.5 Pro Cycling Team     | + 10"      |
| 7è | Jordi Warlop    | Soudal Quick-Step          | + 10"      |
| 8è | Nils Eekhoff    | Team dsm-firmenich PostNL  | + 10"      |
| 9è | Rait Ärm        | Van Rysel-Roubaix          | + 10"      |
| 10è | Casper van Uden | Team dsm-firmenich PostNL  | + 10"      |

### Etapa 2
| \| Classificació de l'etapa \| Classificació de l'etapa \| Classificació de l'etapa \| Classificació de l'etapa \| Classificació de l'etapa \| \| Corredor \| Corredor \| Equip \| Temps \| \| \| ------------------------ \| ------------------------ \| --------------------------- \| ------------------------ \| ------------------------ \| \| 1r \| Sam Bennett \| Decathlon-AG2R La Mondiale \| 4h 20' 25" \| \| \| 2n \| Paul Penhoët \| Groupama-FDJ \| + 0" \| \| \| 3r \| Sasha Weemaes \| Bingoal WB \| + 0" \| \| \| 4t \| Pascal Ackermann \| Israel-Premier Tech \| + 0" \| \| \| 5è \| Jérémy Lecroq \| Saint Michel-Mavic-Auber 93 \| + 0" \| \| \| 6è \| Amaury Capiot \| Arkéa-B&B Hotels \| + 0" \| \| \| 7è \| Emmanuel Morin \| Van Rysel-Roubaix \| + 0" \| \| \| 8è \| Jordi Warlop \| Soudal Quick-Step \| + 0" \| \| \| 9è \| Jason Tesson \| TotalEnergies \| + 0" \| \| \| 10è \| Milan Menten \| Lotto Dstny \| + 0" \| \| |                  |                             |            |
| |                  |                             |            |
| Font: ProCyclingStats |                  |                             |            |
| Classificació de l'etapa |                  |                             |            |
| Corredor | Corredor         | Equip                       | Temps      |
| 1r | Sam Bennett      | Decathlon-AG2R La Mondiale  | 4h 20' 25" |
| 2n | Paul Penhoët     | Groupama-FDJ                | + 0"       |
| 3r | Sasha Weemaes    | Bingoal WB                  | + 0"       |
| 4t | Pascal Ackermann | Israel-Premier Tech         | + 0"       |
| 5è | Jérémy Lecroq    | Saint Michel-Mavic-Auber 93 | + 0"       |
| 6è | Amaury Capiot    | Arkéa-B&B Hotels            | + 0"       |
| 7è | Emmanuel Morin   | Van Rysel-Roubaix           | + 0"       |
| 8è | Jordi Warlop     | Soudal Quick-Step           | + 0"       |
| 9è | Jason Tesson     | TotalEnergies               | + 0"       |
| 10è | Milan Menten     | Lotto Dstny                 | + 0"       |

| \| Classificació general \| Classificació general \| Classificació general \| Classificació general \| Classificació general \| \| Corredor \| Corredor \| Equip \| Temps \| \| \| --------------------- \| --------------------- \| -------------------------- \| --------------------- \| --------------------- \| \| 1r \| Sam Bennett \| Decathlon-AG2R La Mondiale \| 8h 25' 58" \| \| \| 2n \| Milan Fretin \| Cofidis \| + 4" \| \| \| 3r \| Paul Penhoët \| Groupama-FDJ \| + 8" \| \| \| 4t \| Paul Hennequin \| Nice Métropole Côte d'Azur \| + 8" \| \| \| 5è \| Sasha Weemaes \| Bingoal WB \| + 10" \| \| \| 6è \| Corbin Strong \| Israel-Premier Tech \| + 11" \| \| \| 7è \| Amaury Capiot \| Arkéa-B&B Hotels \| + 12" \| \| \| 8è \| Jenno Berckmoes \| Lotto Dstny \| + 13" \| \| \| 9è \| Milan Menten \| Lotto Dstny \| + 14" \| \| \| 10è \| Jordi Warlop \| Soudal Quick-Step \| + 14" \| \| |                 |                            |            |
| |                 |                            |            |
| Font: ProCyclingStats |                 |                            |            |
| Classificació general |                 |                            |            |
| Corredor | Corredor        | Equip                      | Temps      |
| 1r | Sam Bennett     | Decathlon-AG2R La Mondiale | 8h 25' 58" |
| 2n | Milan Fretin    | Cofidis                    | + 4"       |
| 3r | Paul Penhoët    | Groupama-FDJ               | + 8"       |
| 4t | Paul Hennequin  | Nice Métropole Côte d'Azur | + 8"       |
| 5è | Sasha Weemaes   | Bingoal WB                 | + 10"      |
| 6è | Corbin Strong   | Israel-Premier Tech        | + 11"      |
| 7è | Amaury Capiot   | Arkéa-B&B Hotels           | + 12"      |
| 8è | Jenno Berckmoes | Lotto Dstny                | + 13"      |
| 9è | Milan Menten    | Lotto Dstny                | + 14"      |
| 10è | Jordi Warlop    | Soudal Quick-Step          | + 14"      |

### Etapa 3
| \| Classificació de l'etapa \| Classificació de l'etapa \| Classificació de l'etapa \| Classificació de l'etapa \| Classificació de l'etapa \| \| Corredor \| Corredor \| Equip \| Temps \| \| \| ------------------------ \| ------------------------ \| -------------------------- \| ------------------------ \| ------------------------ \| \| 1r \| Sam Bennett \| Decathlon-AG2R La Mondiale \| 3h 42' 38" \| \| \| 2n \| Milan Fretin \| Cofidis \| + 0" \| \| \| 3r \| Amaury Capiot \| Arkéa-B&B Hotels \| + 0" \| \| \| 4t \| Nils Eekhoff \| Team dsm-firmenich PostNL \| + 0" \| \| \| 5è \| Pascal Ackermann \| Israel-Premier Tech \| + 0" \| \| \| 6è \| Pierre Barbier \| Philippe Wagner-Bazin \| + 0" \| \| \| 7è \| Paul Penhoët \| Groupama-FDJ \| + 0" \| \| \| 8è \| Jason Tesson \| TotalEnergies \| + 0" \| \| \| 9è \| Rory Townsend \| Q36.5 Pro Cycling Team \| + 0" \| \| \| 10è \| Paul Hennequin \| Nice Métropole Côte d'Azur \| + 0" \| \| |                  |                            |            |
| |                  |                            |            |
| Font: ProCyclingStats |                  |                            |            |
| Classificació de l'etapa |                  |                            |            |
| Corredor | Corredor         | Equip                      | Temps      |
| 1r | Sam Bennett      | Decathlon-AG2R La Mondiale | 3h 42' 38" |
| 2n | Milan Fretin     | Cofidis                    | + 0"       |
| 3r | Amaury Capiot    | Arkéa-B&B Hotels           | + 0"       |
| 4t | Nils Eekhoff     | Team dsm-firmenich PostNL  | + 0"       |
| 5è | Pascal Ackermann | Israel-Premier Tech        | + 0"       |
| 6è | Pierre Barbier   | Philippe Wagner-Bazin      | + 0"       |
| 7è | Paul Penhoët     | Groupama-FDJ               | + 0"       |
| 8è | Jason Tesson     | TotalEnergies              | + 0"       |
| 9è | Rory Townsend    | Q36.5 Pro Cycling Team     | + 0"       |
| 10è | Paul Hennequin   | Nice Métropole Côte d'Azur | + 0"       |

| \| Classificació general \| Classificació general \| Classificació general \| Classificació general \| Classificació general \| \| Corredor \| Corredor \| Equip \| Temps \| \| \| --------------------- \| --------------------- \| -------------------------- \| --------------------- \| --------------------- \| \| 1r \| Sam Bennett \| Decathlon-AG2R La Mondiale \| 12h 08' 26" \| \| \| 2n \| Milan Fretin \| Cofidis \| + 8" \| \| \| 3r \| Amaury Capiot \| Arkéa-B&B Hotels \| + 18" \| \| \| 4t \| Paul Penhoët \| Groupama-FDJ \| + 18" \| \| \| 5è \| Paul Hennequin \| Nice Métropole Côte d'Azur \| + 18" \| \| \| 6è \| Fabio Christen \| Q36.5 Pro Cycling Team \| + 18" \| \| \| 7è \| Sasha Weemaes \| Bingoal WB \| + 20" \| \| \| 8è \| Corbin Strong \| Israel-Premier Tech \| + 21" \| \| \| 9è \| Jenno Berckmoes \| Lotto Dstny \| + 22" \| \| \| 10è \| Rory Townsend \| Q36.5 Pro Cycling Team \| + 24" \| \| |                 |                            |             |
| |                 |                            |             |
| Font: ProCyclingStats |                 |                            |             |
| Classificació general |                 |                            |             |
| Corredor | Corredor        | Equip                      | Temps       |
| 1r | Sam Bennett     | Decathlon-AG2R La Mondiale | 12h 08' 26" |
| 2n | Milan Fretin    | Cofidis                    | + 8"        |
| 3r | Amaury Capiot   | Arkéa-B&B Hotels           | + 18"       |
| 4t | Paul Penhoët    | Groupama-FDJ               | + 18"       |
| 5è | Paul Hennequin  | Nice Métropole Côte d'Azur | + 18"       |
| 6è | Fabio Christen  | Q36.5 Pro Cycling Team     | + 18"       |
| 7è | Sasha Weemaes   | Bingoal WB                 | + 20"       |
| 8è | Corbin Strong   | Israel-Premier Tech        | + 21"       |
| 9è | Jenno Berckmoes | Lotto Dstny                | + 22"       |
| 10è | Rory Townsend   | Q36.5 Pro Cycling Team     | + 24"       |

### Etapa 4
| \| Classificació de l'etapa \| Classificació de l'etapa \| Classificació de l'etapa \| Classificació de l'etapa \| Classificació de l'etapa \| \| Corredor \| Corredor \| Equip \| Temps \| \| \| ------------------------ \| ------------------------ \| -------------------------- \| ------------------------ \| ------------------------ \| \| 1r \| Warre Vangheluwe \| Soudal Quick-Step \| 3h 35' 22" \| \| \| 2n \| Sam Bennett \| Decathlon-AG2R La Mondiale \| + 0" \| \| \| 3r \| Corbin Strong \| Israel-Premier Tech \| + 0" \| \| \| 4t \| Milan Fretin \| Cofidis \| + 0" \| \| \| 5è \| Paul Hennequin \| Nice Métropole Côte d'Azur \| + 0" \| \| \| 6è \| Milan Menten \| Lotto Dstny \| + 0" \| \| \| 7è \| Emmanuel Morin \| Van Rysel-Roubaix \| + 0" \| \| \| 8è \| Tom Van Asbroeck \| Israel-Premier Tech \| + 0" \| \| \| 9è \| Alexis Renard \| Cofidis \| + 0" \| \| \| 10è \| Luca Van Boven \| Bingoal WB \| + 0" \| \| |                  |                            |            |
| |                  |                            |            |
| Font: ProCyclingStats |                  |                            |            |
| Classificació de l'etapa |                  |                            |            |
| Corredor | Corredor         | Equip                      | Temps      |
| 1r | Warre Vangheluwe | Soudal Quick-Step          | 3h 35' 22" |
| 2n | Sam Bennett      | Decathlon-AG2R La Mondiale | + 0"       |
| 3r | Corbin Strong    | Israel-Premier Tech        | + 0"       |
| 4t | Milan Fretin     | Cofidis                    | + 0"       |
| 5è | Paul Hennequin   | Nice Métropole Côte d'Azur | + 0"       |
| 6è | Milan Menten     | Lotto Dstny                | + 0"       |
| 7è | Emmanuel Morin   | Van Rysel-Roubaix          | + 0"       |
| 8è | Tom Van Asbroeck | Israel-Premier Tech        | + 0"       |
| 9è | Alexis Renard    | Cofidis                    | + 0"       |
| 10è | Luca Van Boven   | Bingoal WB                 | + 0"       |

| \| Classificació general \| Classificació general \| Classificació general \| Classificació general \| Classificació general \| \| Corredor \| Corredor \| Equip \| Temps \| \| \| --------------------- \| --------------------- \| -------------------------- \| --------------------- \| --------------------- \| \| 1r \| Sam Bennett \| Decathlon-AG2R La Mondiale \| 15h 43' 42" \| \| \| 2n \| Milan Fretin \| Cofidis \| + 14" \| \| \| 3r \| Corbin Strong \| Israel-Premier Tech \| + 23" \| \| \| 4t \| Amaury Capiot \| Arkéa-B&B Hotels \| + 24" \| \| \| 5è \| Paul Penhoët \| Groupama-FDJ \| + 24" \| \| \| 6è \| Paul Hennequin \| Nice Métropole Côte d'Azur \| + 24" \| \| \| 7è \| Fabio Christen \| Q36.5 Pro Cycling Team \| + 24" \| \| \| 8è \| Tomáš Kopecký \| TDT-Unibet \| + 26" \| \| \| 9è \| Jenno Berckmoes \| Lotto Dstny \| + 28" \| \| \| 10è \| Tom Van Asbroeck \| Israel-Premier Tech \| + 29" \| \| |                  |                            |             |
| |                  |                            |             |
| Font: ProCyclingStats |                  |                            |             |
| Classificació general |                  |                            |             |
| Corredor | Corredor         | Equip                      | Temps       |
| 1r | Sam Bennett      | Decathlon-AG2R La Mondiale | 15h 43' 42" |
| 2n | Milan Fretin     | Cofidis                    | + 14"       |
| 3r | Corbin Strong    | Israel-Premier Tech        | + 23"       |
| 4t | Amaury Capiot    | Arkéa-B&B Hotels           | + 24"       |
| 5è | Paul Penhoët     | Groupama-FDJ               | + 24"       |
| 6è | Paul Hennequin   | Nice Métropole Côte d'Azur | + 24"       |
| 7è | Fabio Christen   | Q36.5 Pro Cycling Team     | + 24"       |
| 8è | Tomáš Kopecký    | TDT-Unibet                 | + 26"       |
| 9è | Jenno Berckmoes  | Lotto Dstny                | + 28"       |
| 10è | Tom Van Asbroeck | Israel-Premier Tech        | + 29"       |

### Etapa 5
| \| Classificació de l'etapa \| Classificació de l'etapa \| Classificació de l'etapa \| Classificació de l'etapa \| Classificació de l'etapa \| \| Corredor \| Corredor \| Equip \| Temps \| \| \| ------------------------ \| ------------------------ \| --------------------------- \| ------------------------ \| ------------------------ \| \| 1r \| Sam Bennett \| Decathlon-AG2R La Mondiale \| 4h 24' 31" \| \| \| 2n \| Paul Penhoët \| Groupama-FDJ \| + 0" \| \| \| 3r \| Jenno Berckmoes \| Lotto Dstny \| + 0" \| \| \| 4t \| Luca Van Boven \| Bingoal WB \| + 3" \| \| \| 5è \| Alexandre Delettre \| Saint Michel-Mavic-Auber 93 \| + 3" \| \| \| 6è \| Nicolas Breuillard \| Saint Michel-Mavic-Auber 93 \| + 3" \| \| \| 7è \| Oliver Naesen \| Decathlon-AG2R La Mondiale \| + 6" \| \| \| 8è \| Milan Menten \| Lotto Dstny \| + 10" \| \| \| 9è \| Samuel Watson \| Groupama-FDJ \| + 10" \| \| \| 10è \| Samuel Leroux \| Van Rysel-Roubaix \| + 10" \| \| |                    |                             |            |
| |                    |                             |            |
| Font: ProCyclingStats |                    |                             |            |
| Classificació de l'etapa |                    |                             |            |
| Corredor | Corredor           | Equip                       | Temps      |
| 1r | Sam Bennett        | Decathlon-AG2R La Mondiale  | 4h 24' 31" |
| 2n | Paul Penhoët       | Groupama-FDJ                | + 0"       |
| 3r | Jenno Berckmoes    | Lotto Dstny                 | + 0"       |
| 4t | Luca Van Boven     | Bingoal WB                  | + 3"       |
| 5è | Alexandre Delettre | Saint Michel-Mavic-Auber 93 | + 3"       |
| 6è | Nicolas Breuillard | Saint Michel-Mavic-Auber 93 | + 3"       |
| 7è | Oliver Naesen      | Decathlon-AG2R La Mondiale  | + 6"       |
| 8è | Milan Menten       | Lotto Dstny                 | + 10"      |
| 9è | Samuel Watson      | Groupama-FDJ                | + 10"      |
| 10è | Samuel Leroux      | Van Rysel-Roubaix           | + 10"      |

| \| Classificació general \| Classificació general \| Classificació general \| Classificació general \| Classificació general \| \| Corredor \| Corredor \| Equip \| Temps \| \| \| --------------------- \| --------------------- \| --------------------------- \| --------------------- \| --------------------- \| \| 1r \| Sam Bennett \| Decathlon-AG2R La Mondiale \| 20h 08' 03" \| \| \| 2n \| Paul Penhoët \| Groupama-FDJ \| + 28" \| \| \| 3r \| Jenno Berckmoes \| Lotto Dstny \| + 31" \| \| \| 4t \| Luca Van Boven \| Bingoal WB \| + 43" \| \| \| 5è \| Alexandre Delettre \| Saint Michel-Mavic-Auber 93 \| + 43" \| \| \| 6è \| Milan Fretin \| Cofidis \| + 45" \| \| \| 7è \| Oliver Naesen \| Decathlon-AG2R La Mondiale \| + 46" \| \| \| 8è \| Tomáš Kopecký \| TDT-Unibet \| + 46" \| \| \| 9è \| Thomas Gachignard \| TotalEnergies \| + 49" \| \| \| 10è \| Milan Menten \| Lotto Dstny \| + 50" \| \| |                    |                             |             |
| |                    |                             |             |
| Font: ProCyclingStats |                    |                             |             |
| Classificació general |                    |                             |             |
| Corredor | Corredor           | Equip                       | Temps       |
| 1r | Sam Bennett        | Decathlon-AG2R La Mondiale  | 20h 08' 03" |
| 2n | Paul Penhoët       | Groupama-FDJ                | + 28"       |
| 3r | Jenno Berckmoes    | Lotto Dstny                 | + 31"       |
| 4t | Luca Van Boven     | Bingoal WB                  | + 43"       |
| 5è | Alexandre Delettre | Saint Michel-Mavic-Auber 93 | + 43"       |
| 6è | Milan Fretin       | Cofidis                     | + 45"       |
| 7è | Oliver Naesen      | Decathlon-AG2R La Mondiale  | + 46"       |
| 8è | Tomáš Kopecký      | TDT-Unibet                  | + 46"       |
| 9è | Thomas Gachignard  | TotalEnergies               | + 49"       |
| 10è | Milan Menten       | Lotto Dstny                 | + 50"       |

### Etapa 6
| \| Classificació de l'etapa \| Classificació de l'etapa \| Classificació de l'etapa \| Classificació de l'etapa \| Classificació de l'etapa \| \| Corredor \| Corredor \| Equip \| Temps \| \| \| ------------------------ \| ------------------------ \| -------------------------- \| ------------------------ \| ------------------------ \| \| 1r \| Sam Bennett \| Decathlon-AG2R La Mondiale \| 3h 51' 04" \| \| \| 2n \| Sasha Weemaes \| Bingoal WB \| + 0" \| \| \| 3r \| Pascal Ackermann \| Israel-Premier Tech \| + 0" \| \| \| 4t \| Amaury Capiot \| Arkéa-B&B Hotels \| + 0" \| \| \| 5è \| Paul Penhoët \| Groupama-FDJ \| + 0" \| \| \| 6è \| Casper van Uden \| Team dsm-firmenich PostNL \| + 0" \| \| \| 7è \| Pierre Barbier \| Philippe Wagner-Bazin \| + 0" \| \| \| 8è \| Lorrenzo Manzin \| TotalEnergies \| + 0" \| \| \| 9è \| Paul Hennequin \| Nice Métropole Côte d'Azur \| + 0" \| \| \| 10è \| Milan Menten \| Lotto Dstny \| + 0" \| \| |                  |                            |            |
| |                  |                            |            |
| Font: ProCyclingStats |                  |                            |            |
| Classificació de l'etapa |                  |                            |            |
| Corredor | Corredor         | Equip                      | Temps      |
| 1r | Sam Bennett      | Decathlon-AG2R La Mondiale | 3h 51' 04" |
| 2n | Sasha Weemaes    | Bingoal WB                 | + 0"       |
| 3r | Pascal Ackermann | Israel-Premier Tech        | + 0"       |
| 4t | Amaury Capiot    | Arkéa-B&B Hotels           | + 0"       |
| 5è | Paul Penhoët     | Groupama-FDJ               | + 0"       |
| 6è | Casper van Uden  | Team dsm-firmenich PostNL  | + 0"       |
| 7è | Pierre Barbier   | Philippe Wagner-Bazin      | + 0"       |
| 8è | Lorrenzo Manzin  | TotalEnergies              | + 0"       |
| 9è | Paul Hennequin   | Nice Métropole Côte d'Azur | + 0"       |
| 10è | Milan Menten     | Lotto Dstny                | + 0"       |

## Classificació final
| \| Classificació general \| Classificació general \| Classificació general \| Classificació general \| Classificació general \| \| Corredor \| Corredor \| Equip \| Temps \| \| \| --------------------- \| --------------------- \| --------------------------- \| --------------------- \| --------------------- \| \| 1r \| Sam Bennett \| Decathlon-AG2R La Mondiale \| 23h 58' 57" \| \| \| 2n \| Paul Penhoët \| Groupama-FDJ \| + 38" \| \| \| 3r \| Jenno Berckmoes \| Lotto Dstny \| + 41" \| \| \| 4t \| Luca Van Boven \| Bingoal WB \| + 53" \| \| \| 5è \| Alexandre Delettre \| Saint Michel-Mavic-Auber 93 \| + 53" \| \| \| 6è \| Milan Fretin \| Cofidis \| + 55" \| \| \| 7è \| Tomáš Kopecký \| TDT-Unibet \| + 55" \| \| \| 8è \| Oliver Naesen \| Decathlon-AG2R La Mondiale \| + 56" \| \| \| 9è \| Thomas Gachignard \| TotalEnergies \| + 57" \| \| \| 10è \| Aimé De Gendt \| Cofidis \| + 57" \| \| |                    |                             |             |
| |                    |                             |             |
| Font: ProCyclingStats |                    |                             |             |
| Classificació general |                    |                             |             |
| Corredor | Corredor           | Equip                       | Temps       |
| 1r | Sam Bennett        | Decathlon-AG2R La Mondiale  | 23h 58' 57" |
| 2n | Paul Penhoët       | Groupama-FDJ                | + 38"       |
| 3r | Jenno Berckmoes    | Lotto Dstny                 | + 41"       |
| 4t | Luca Van Boven     | Bingoal WB                  | + 53"       |
| 5è | Alexandre Delettre | Saint Michel-Mavic-Auber 93 | + 53"       |
| 6è | Milan Fretin       | Cofidis                     | + 55"       |
| 7è | Tomáš Kopecký      | TDT-Unibet                  | + 55"       |
| 8è | Oliver Naesen      | Decathlon-AG2R La Mondiale  | + 56"       |
| 9è | Thomas Gachignard  | TotalEnergies               | + 57"       |
| 10è | Aimé De Gendt      | Cofidis                     | + 57"       |

### Classificacions secundàries
| Classificació per punts | Classificació per punts | Classificació per punts    | Classificació per punts | Classificació per punts |
| Corredor                | Corredor                | Equip                      | Punts                   |                         |
| ----------------------- | ----------------------- | -------------------------- | ----------------------- | ----------------------- |
| 1r                      | Sam Bennett             | Decathlon-AG2R La Mondiale | 81 pts                  |                         |
| 2n                      | Milan Fretin            | Cofidis                    | 34 pts                  |                         |
| 3r                      | Paul Penhoët            | Groupama-FDJ               | 34 pts                  |                         |
| 4t                      | Amaury Capiot           | Arkéa-B&B Hotels           | 30 pts                  |                         |
| 5è                      | Pascal Ackermann        | Israel-Premier Tech        | 22 pts                  |                         |
| 6è                      | Paul Hennequin          | Nice Métropole Côte d'Azur | 21 pts                  |                         |
| 7è                      | Sasha Weemaes           | Bingoal WB                 | 21 pts                  |                         |
| 8è                      | Milan Menten            | Lotto Dstny                | 16 pts                  |                         |
| 9è                      | Warre Vangheluwe        | Soudal Quick-Step          | 15 pts                  |                         |
| 10è                     | Jenno Berckmoes         | Lotto Dstny                | 14 pts                  |                         |

| Classificació per punts | Classificació per punts | Classificació per punts    | Classificació per punts | Classificació per punts |
| Corredor                | Corredor                | Equip                      | Punts                   |                         |
| ----------------------- | ----------------------- | -------------------------- | ----------------------- | ----------------------- |
| 1r                      | Sam Bennett             | Decathlon-AG2R La Mondiale | 81 pts                  |                         |
| 2n                      | Milan Fretin            | Cofidis                    | 34 pts                  |                         |
| 3r                      | Paul Penhoët            | Groupama-FDJ               | 34 pts                  |                         |
| 4t                      | Amaury Capiot           | Arkéa-B&B Hotels           | 30 pts                  |                         |
| 5è                      | Pascal Ackermann        | Israel-Premier Tech        | 22 pts                  |                         |
| 6è                      | Paul Hennequin          | Nice Métropole Côte d'Azur | 21 pts                  |                         |
| 7è                      | Sasha Weemaes           | Bingoal WB                 | 21 pts                  |                         |
| 8è                      | Milan Menten            | Lotto Dstny                | 16 pts                  |                         |
| 9è                      | Warre Vangheluwe        | Soudal Quick-Step          | 15 pts                  |                         |
| 10è                     | Jenno Berckmoes         | Lotto Dstny                | 14 pts                  |                         |

| Classificació de la muntanya | Classificació de la muntanya | Classificació de la muntanya | Classificació de la muntanya | Classificació de la muntanya |
| Corredor                     | Corredor                     | Equip                        | Punts                        |                              |
| ---------------------------- | ---------------------------- | ---------------------------- | ---------------------------- | ---------------------------- |
| 1r                           | Fausto Masnada               | Soudal Quick-Step            | 27 pts                       |                              |
| 2n                           | Gwen Leclainche              | Philippe Wagner-Bazin        | 21 pts                       |                              |
| 3r                           | Maxime Jarnet                | Van Rysel-Roubaix            | 15 pts                       |                              |
| 4t                           | Enzo Leijnse                 | Team dsm-firmenich PostNL    | 13 pts                       |                              |
| 5è                           | Cyrus Monk                   | Q36.5 Pro Cycling Team       | 8 pts                        |                              |
| 6è                           | Robin Plamondon              | CIC U Nantes Atlantique      | 7 pts                        |                              |
| 7è                           | Jérémy Lecroq                | Saint Michel-Mavic-Auber 93  | 7 pts                        |                              |
| 8è                           | Thomas Gachignard            | TotalEnergies                | 5 pts                        |                              |
| 9è                           | Kasper Asgreen               | Soudal Quick-Step            | 5 pts                        |                              |
| 10è                          | Pascal Ackermann             | Israel-Premier Tech          | 5 pts                        |                              |

| Classificació de la muntanya | Classificació de la muntanya | Classificació de la muntanya | Classificació de la muntanya | Classificació de la muntanya |
| Corredor                     | Corredor                     | Equip                        | Punts                        |                              |
| ---------------------------- | ---------------------------- | ---------------------------- | ---------------------------- | ---------------------------- |
| 1r                           | Fausto Masnada               | Soudal Quick-Step            | 27 pts                       |                              |
| 2n                           | Gwen Leclainche              | Philippe Wagner-Bazin        | 21 pts                       |                              |
| 3r                           | Maxime Jarnet                | Van Rysel-Roubaix            | 15 pts                       |                              |
| 4t                           | Enzo Leijnse                 | Team dsm-firmenich PostNL    | 13 pts                       |                              |
| 5è                           | Cyrus Monk                   | Q36.5 Pro Cycling Team       | 8 pts                        |                              |
| 6è                           | Robin Plamondon              | CIC U Nantes Atlantique      | 7 pts                        |                              |
| 7è                           | Jérémy Lecroq                | Saint Michel-Mavic-Auber 93  | 7 pts                        |                              |
| 8è                           | Thomas Gachignard            | TotalEnergies                | 5 pts                        |                              |
| 9è                           | Kasper Asgreen               | Soudal Quick-Step            | 5 pts                        |                              |
| 10è                          | Pascal Ackermann             | Israel-Premier Tech          | 5 pts                        |                              |

| Classificació del millor jove | Classificació del millor jove | Classificació del millor jove | Classificació del millor jove | Classificació del millor jove |
| Corredor                      | Corredor                      | Equip                         | Temps                         |                               |
| ----------------------------- | ----------------------------- | ----------------------------- | ----------------------------- | ----------------------------- |
| 1r                            | Paul Penhoët                  | Groupama-FDJ                  | 23h 59' 35"                   |                               |
| 2n                            | Jenno Berckmoes               | Lotto Dstny                   | + 3"                          |                               |
| 3r                            | Luca Van Boven                | Bingoal WB                    | + 15"                         |                               |
| 4t                            | Milan Fretin                  | Cofidis                       | + 17"                         |                               |
| 5è                            | Tomáš Kopecký                 | TDT-Unibet                    | + 17"                         |                               |
| 6è                            | Thomas Gachignard             | TotalEnergies                 | + 19"                         |                               |
| 7è                            | Samuel Watson                 | Groupama-FDJ                  | + 22"                         |                               |
| 8è                            | Liam Slock                    | Lotto Dstny                   | + 31"                         |                               |
| 9è                            | Casper van Uden               | Team dsm-firmenich PostNL     | + 33"                         |                               |
| 10è                           | Antoine Huby                  | Soudal Quick-Step             | + 33"                         |                               |

| Classificació del millor jove | Classificació del millor jove | Classificació del millor jove | Classificació del millor jove | Classificació del millor jove |
| Corredor                      | Corredor                      | Equip                         | Temps                         |                               |
| ----------------------------- | ----------------------------- | ----------------------------- | ----------------------------- | ----------------------------- |
| 1r                            | Paul Penhoët                  | Groupama-FDJ                  | 23h 59' 35"                   |                               |
| 2n                            | Jenno Berckmoes               | Lotto Dstny                   | + 3"                          |                               |
| 3r                            | Luca Van Boven                | Bingoal WB                    | + 15"                         |                               |
| 4t                            | Milan Fretin                  | Cofidis                       | + 17"                         |                               |
| 5è                            | Tomáš Kopecký                 | TDT-Unibet                    | + 17"                         |                               |
| 6è                            | Thomas Gachignard             | TotalEnergies                 | + 19"                         |                               |
| 7è                            | Samuel Watson                 | Groupama-FDJ                  | + 22"                         |                               |
| 8è                            | Liam Slock                    | Lotto Dstny                   | + 31"                         |                               |
| 9è                            | Casper van Uden               | Team dsm-firmenich PostNL     | + 33"                         |                               |
| 10è                           | Antoine Huby                  | Soudal Quick-Step             | + 33"                         |                               |

| Classificació per equips | Classificació per equips    | Classificació per equips | Classificació per equips |
| Equip                    | Equip                       | Temps                    |                          |
| ------------------------ | --------------------------- | ------------------------ | ------------------------ |
| 1r                       | Lotto Dstny                 | 71h 59' 41"              |                          |
| 2n                       | Groupama-FDJ                | + 11"                    |                          |
| 3r                       | Decathlon-AG2R La Mondiale  | + 38"                    |                          |
| 4t                       | Cofidis                     | + 1' 03"                 |                          |
| 5è                       | Arkéa-B&B Hotels            | + 2' 06"                 |                          |
| 6è                       | Saint Michel-Mavic-Auber 93 | + 2' 21"                 |                          |
| 7è                       | TotalEnergies               | + 2' 52"                 |                          |
| 8è                       | TDT-Unibet                  | + 3' 06"                 |                          |
| 9è                       | Israel-Premier Tech         | + 3' 18"                 |                          |
| 10è                      | Van Rysel-Roubaix           | + 10' 28"                |                          |

| Classificació per equips | Classificació per equips    | Classificació per equips | Classificació per equips |
| Equip                    | Equip                       | Temps                    |                          |
| ------------------------ | --------------------------- | ------------------------ | ------------------------ |
| 1r                       | Lotto Dstny                 | 71h 59' 41"              |                          |
| 2n                       | Groupama-FDJ                | + 11"                    |                          |
| 3r                       | Decathlon-AG2R La Mondiale  | + 38"                    |                          |
| 4t                       | Cofidis                     | + 1' 03"                 |                          |
| 5è                       | Arkéa-B&B Hotels            | + 2' 06"                 |                          |
| 6è                       | Saint Michel-Mavic-Auber 93 | + 2' 21"                 |                          |
| 7è                       | TotalEnergies               | + 2' 52"                 |                          |
| 8è                       | TDT-Unibet                  | + 3' 06"                 |                          |
| 9è                       | Israel-Premier Tech         | + 3' 18"                 |                          |
| 10è                      | Van Rysel-Roubaix           | + 10' 28"                |                          |

## Evolució de les classificacions
| Etapa                  | Vencedor               | Classificació general | Classificació de la muntanya | Classificació per punts | Classificació dels joves | Classificació per equips   |
| ---------------------- | ---------------------- | --------------------- | ---------------------------- | ----------------------- | ------------------------ | -------------------------- |
| 1                      | Milan Fretin           | Milan Fretin          | Gwen Leclainche              | Milan Fretin            | Milan Fretin             | Decathlon-AG2R La Mondiale |
| 2                      | Sam Bennett            | Sam Bennett           | Maxime Jarnet                | Sam Bennett             | Milan Fretin             | Decathlon-AG2R La Mondiale |
| 3                      | Sam Bennett            | Sam Bennett           | Gwen Leclainche              | Sam Bennett             | Milan Fretin             | Decathlon-AG2R La Mondiale |
| 4                      | Warre Vangheluwe       | Sam Bennett           | Gwen Leclainche              | Sam Bennett             | Milan Fretin             | Decathlon-AG2R La Mondiale |
| 5                      | Sam Bennett            | Sam Bennett           | Fausto Masnada               | Sam Bennett             | Paul Penhoët             | Lotto Dstny                |
| 6                      | Sam Bennett            | Sam Bennett           | Fausto Masnada               | Sam Bennett             | Paul Penhoët             | Lotto Dstny                |
| Classificacions finals | Classificacions finals | Sam Bennett           | Fausto Masnada               | Sam Bennett             | Paul Penhoët             | Lotto Dstny                |